# Mattighofen
Mattighofen ist eine Stadt mit 7617 Einwohnern (Stand 1. Jänner 2024) im oberösterreichischen Innviertel im Mattigtal.

## Geografie
Mattighofen liegt auf 454 m Höhe im Innviertel. Die Ausdehnung beträgt von Nord nach Süd 3 km, von West nach Ost 3,3 km. Die Gesamtfläche beträgt 5,2 km². 13,5 % der Fläche sind bewaldet, 50,0 % der Fläche sind landwirtschaftlich genutzt.

### Gemeindegliederung
Zum Gebiet der Stadt Mattighofen gehört auch der Stadtteil Trattmannsberg.
Der zuständige Gerichtsbezirk ist der Gerichtsbezirk Mattighofen.

### Nachbargemeinden
|                           |                                             | Schalchen  |
| Pischelsdorf am Engelbach | Kompassrose, die auf Nachbargemeinden zeigt |            |
|                           | Pfaffstätt                                  | Munderfing |

## Geschichte
Mattighofen war einer der fünf frühbajuwarischen herzoglichen Höfe. 757 entstand eine königliche Pfalz. 1007 wurde der Mattiggau an das Bistum Bamberg geschenkt. Im Jahre 1517 erwarb Graf Christoph von Ortenburg durch Kauf das Schloss und die Herrschaft. Dessen Sohn Joachim führte im Jahre 1563 in seiner niederbayerischen Grafschaft die Reformation ein.
Dies bedingte auch für Mattighofen jahrzehntelang Konflikte mit den bayerischen Herzögen. 1602 versöhnten sich die Grafen mit den Herzögen wieder. Im Gegenzug mussten sie allerdings die Herrschaft für 102.000 Gulden an die Wittelsbacher veräußern. Durch den Frieden von Teschen im Jahre 1779/80 kam das gesamte Innviertel mit Mattighofen zu Österreich. Während der Napoleonischen Kriege wieder kurz bayrisch, gehört der Ort seit 1816 (Vertrag von München) endgültig zu Oberösterreich. Nach dem Anschluss Österreichs an das Deutsche Reich am 13. März 1938 gehörte der Ort zum „Gau Oberdonau“. Nach 1945 erfolgte die Wiederherstellung Oberösterreichs. Mattighofen wurde 1986 von der oberösterreichischen Landesregierung zur Stadt erhoben. Im Jahr 2012 war Mattighofen gemeinsam mit Burghausen und Braunau ein Austragungsort der Oberösterreichischen Landesausstellung, welche eine der besucherstärksten in der Geschichte der Landesausstellungen war. In Mattighofen war die Landesausstellung im Schloss beheimatet, das nach der Ausstellung zum neuen Stadtamt umgestaltet wurde und als solches seit 2013 in Betrieb ist.

### Bevölkerungsentwicklung
Die Zunahme der Bevölkerungszahl erfolgt trotz negativer Geburtenbilanz (seit 1981) wegen der starken Zuwanderung.

## Kultur und Sehenswürdigkeiten
- Stadtplatz Mattighofen im Inn-Salzach-Stil
- Schloss Mattighofen: einst agilolfingischer, später karolingischer Wirtschaftshof, dann Herrschaft des Bistums Bamberg, der Grafen von Ortenburg und der bayerischen Herzöge; Mammutbaum im Garten des Schlosses
- Katholische Pfarrkirche Mattighofen mit dem Kollegiatstift Mattighofen
- Evangelische Pfarrkirche Mattighofen
- Zinngießerhaus: Das älteste am Stadtplatz erhaltene Haus. Bis ins 20. Jahrhundert wurde die Zinngießerei betrieben. Heute dient es der Bürgergarde als Vereinsheim
- Vogl-Villa: heute Landesmusikschule

## Wirtschaft und Infrastruktur

### Ämter und Behörden
- Stadtamt
- Polizeiinspektion (bis 30. Juni 2005: Gendarmeriepostenkommando)
- Bezirksgericht (seit 2003 auch für den Sprengel Wildshut zuständig)
- Außenstelle der Bezirkshauptmannschaft Braunau am Inn (für Forstaufsicht und Jugendwohlfahrt)

### Bildung
- vier Kindergärten (Kindergarten Ost und West, Caritas-Kindergarten, Heilpädagogischer Kindergarten – Lebenshilfe)
- Volksschule
- Neue Mittelschule I und II
- Polytechnische Schule
- Sonderpädagogische Schule
- Berufsschule für Kraftfahrzeugtechnik, Berufskraftfahrer/Berufskraftfahrerin und Fahrradmechatronik
- Landesmusikschule
- Volkshochschule

### Verkehr
Mit einer Haltestelle an der Mattigtalbahn hat Mattighofen eine Anbindung an das Schienennetz (Richtung Salzburg bzw. Richtung Braunau).

### Unternehmen
Die größten Arbeitgeber der Region sind die in Mattighofen beheimateten aus der KTM Motor-Fahrzeugbau entstandenen KTM AG und KTM Fahrrad.
Darüber hinaus sind folgende Unternehmen in der Stadt angesiedelt:
- Robust Plastik Eder
- Aptiv (früher Delphi)
- DAWO Pulverbeschichtung GmbH
- GBM GmbH
- Holzpellets Hot's (Glechner GmbH)
- KA-MA Metallbau GmbH
- Bamberger GmbH
- Lohberger InstallationsgmbH
- Leo Demetz GmbH
- MAHLE Filtersysteme Austria GmbH
- RJ GmbH
- Elektroland Mattighofen
- KS Elektrode

In Mattighofen gab es 2010 sechzehn land- und forstwirtschaftliche Betriebe, die 384 Hektar bewirtschafteten. Im Jahr 1999 wurden noch 15.966 Hektar bewirtschaftet, was einen Rückgang von 97,6 % bedeutet. Im sekundären Wirtschaftssektor beschäftigten 59 Betriebe 2.699 Personen, größtenteils bei der Herstellung von Waren. Im tertiären Wirtschaftssektor gaben 361 Betriebe 2.122 Menschen Arbeit, die meisten Beschäftigten gibt es dabei im Handel, in sozialen und öffentlichen Diensten sowie bei technisch-wirtschaftlichen Dienstleistungen.
Im Mai 2019 wurde die KTM Motohall, ein Ausstellungsraum mit einer Fläche von 3000 Quadratmetern, in Mattighofen eröffnet.

## Politik
Der Gemeinderat hat 31 Mitglieder.

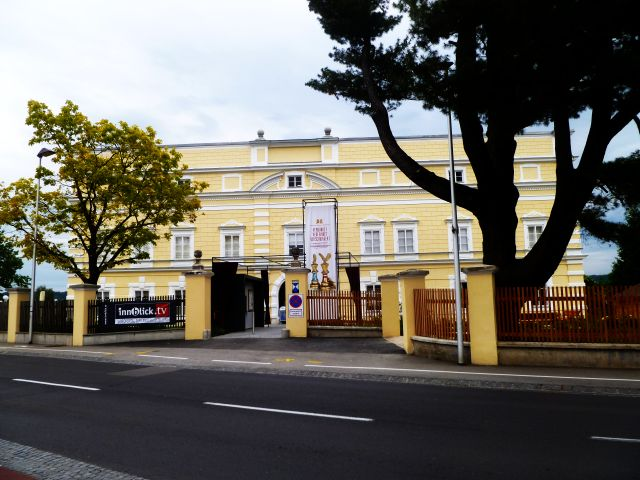
Das Stadtamt befindet sich im Schloss Mattighofen

- Mit den Gemeinderats- und Bürgermeisterwahlen in Oberösterreich 2003 hatte der Gemeinderat folgende Verteilung: 19 SPÖ, 7 ÖVP, 3 FPÖ und 2 AUM.
- Mit den Gemeinderats- und Bürgermeisterwahlen in Oberösterreich 2009 hatte der Gemeinderat folgende Verteilung: 13 SPÖ, 6 ÖVP, 6 Bewegung für Mattighofen (BfM), 4 FPÖ und 1 GRÜNE.
- Mit den Gemeinderats- und Bürgermeisterwahlen in Oberösterreich 2015 hatte der Gemeinderat folgende Verteilung: 10 SPÖ, 8 FPÖ, 7 BfM, 4 ÖVP, 1 GRÜNE und 1 LFM.
- Mit den Gemeinderats- und Bürgermeisterwahlen in Oberösterreich 2021 hat der Gemeinderat folgende Verteilung: 9 SPÖ, 8 ÖVP, 6 FPÖ, 6 Bewegung für Mattighofen (BfM) und 2 GRÜNE.[9][10]

### Bürgermeister
- 1997–2008 Josef Öller (SPÖ)
- 2008–2021 Friedrich Schwarzenhofer (SPÖ)
- seit 2021 Daniel Lang (ÖVP)

### Wappen
| Wappen von Mattighofen | Blasonierung: „In Blau eine silberne, rechtsgekehrte Mondsichel, in der Höhlung begleitet von einem goldenen, sechsstrahligen Stern.“                                      |
| Wappen von Mattighofen | Wappenbegründung: Die Herkunft des Wappens ist unbekannt. Der erste amtliche Nachweis ist von 1781 (Sigil gemaines Marckts Mattighofen). Die Gemeindefarben sind Rot-Grün. |

## Persönlichkeiten

### Söhne und Töchter der Stadt
- Joachim von Ortenburg (1530–1600), 1551 bis 1600 regierender Graf von Ortenburg
- Anton Wieninger (1813–1880), Bierbrauer und liberaler Politiker, 1860 zum Bürgermeister von Mattighofen gewählt
- Karl Frauscher (1852–1914), Paläontologe
- Karl Leitner (1855–1911), Bankier
- Moritz Frauscher (1859–1916), Sänger
- Rudolph Hittmair (1859–1915), römisch-katholischer Bischof von Linz 1909–1915
- Rudolf Pfaffinger (1859–1905), österreichischer Politiker, Abgeordneter (Reichsrat)
- Michaela Pfaffinger (1863–1898), österreichische Malerin
- Josef Hafner (1875–1932), Lehrer und österreichischer Politiker (SPÖ) (Mitglied des Landtages, des Nationalrates und des Bundesrates)
- Gerhard Kucki (* 1945), deutscher Badmintonspieler
- Friedrich Chlubna (1946–2005), Schachkomponist
- Gerhard Filzmoser (* 1950), Fußballspieler
- Erwin Stricker (1950–2010), italienischer Skirennläufer

### Personen mit Bezug zur Stadt
- Josef Hamberger (1884–1962), Politiker (ÖVP), Landtagsabgeordneter, in Mattighofen verstorben
- Karl Hosaeus (1892–1964), Forstrat und Maler, 1923 Mitbegründer der Innviertler Künstlergilde, lebte in Mattighofen
- Linus Kefer (1909–2001), Pädagoge und Schriftsteller
- Johann Berghammer (1917–1975), Politiker (SPÖ) und Postbeamter, Bürgermeister von Mattighofen 1963–1975
- Franz Bachleitner (1926–2003), war Bürgermeister als Mattighofen 1986 zur Stadt ernannt wurde
- Josef Linecker (1928–1997), Architekt, betrieb ein Architekturbüro in Mattighofen
- Joseph Werndl (1929–2022), österreichischer Organist, Chorleiter, Komponist und Kapellmeister, zwischen 1951 und 1977 Organist und Chorleiter in Mattighofen
- Josef Öller (1949–2008), Politiker (SPÖ), Bürgermeister von Mattighofen 1997–2008, Landtagsabgeordneter
- Hermann Gschaider (* 1956), österreichischer Bildhauer, lebt und arbeitet in Mattighofen
- Susanne Riess-Passer (* 1961), Juristin, 2000–2003 Vizekanzlerin der Republik Österreich, ehemalige österreichische Politikerin (FPÖ)
- David Witteveen (* 1985), Fußballspieler, begann seine aktive Karriere als Fußballspieler 1991 beim ATSV Mattighofen
- Alisar Ailabouni (* 1989), Fotomodell und Mannequin, wohnte in Mattighofen